# Pringá

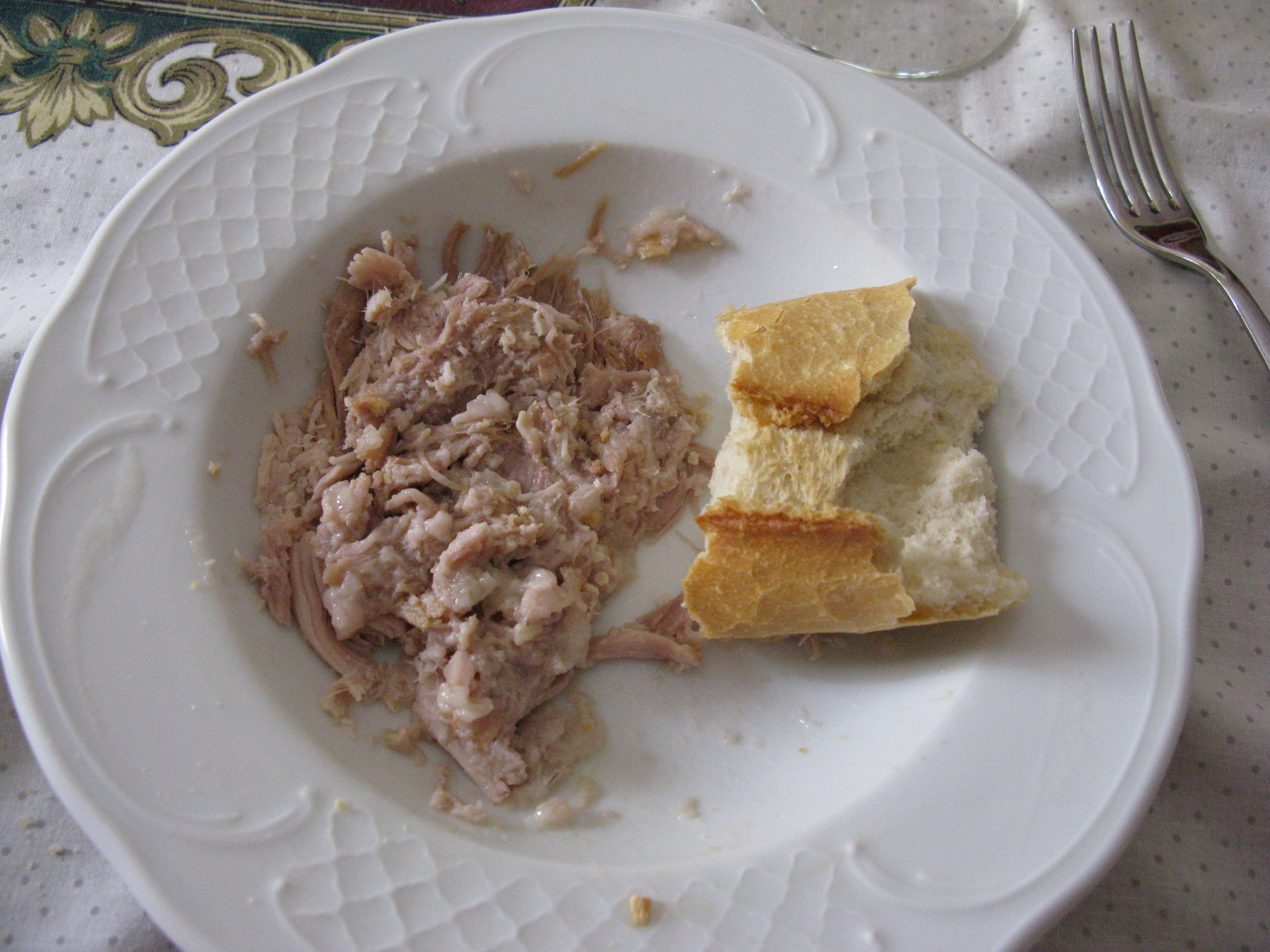
Pringá de puchero andaluz servida de la forma tradicional, una vez aplastada con el pan.

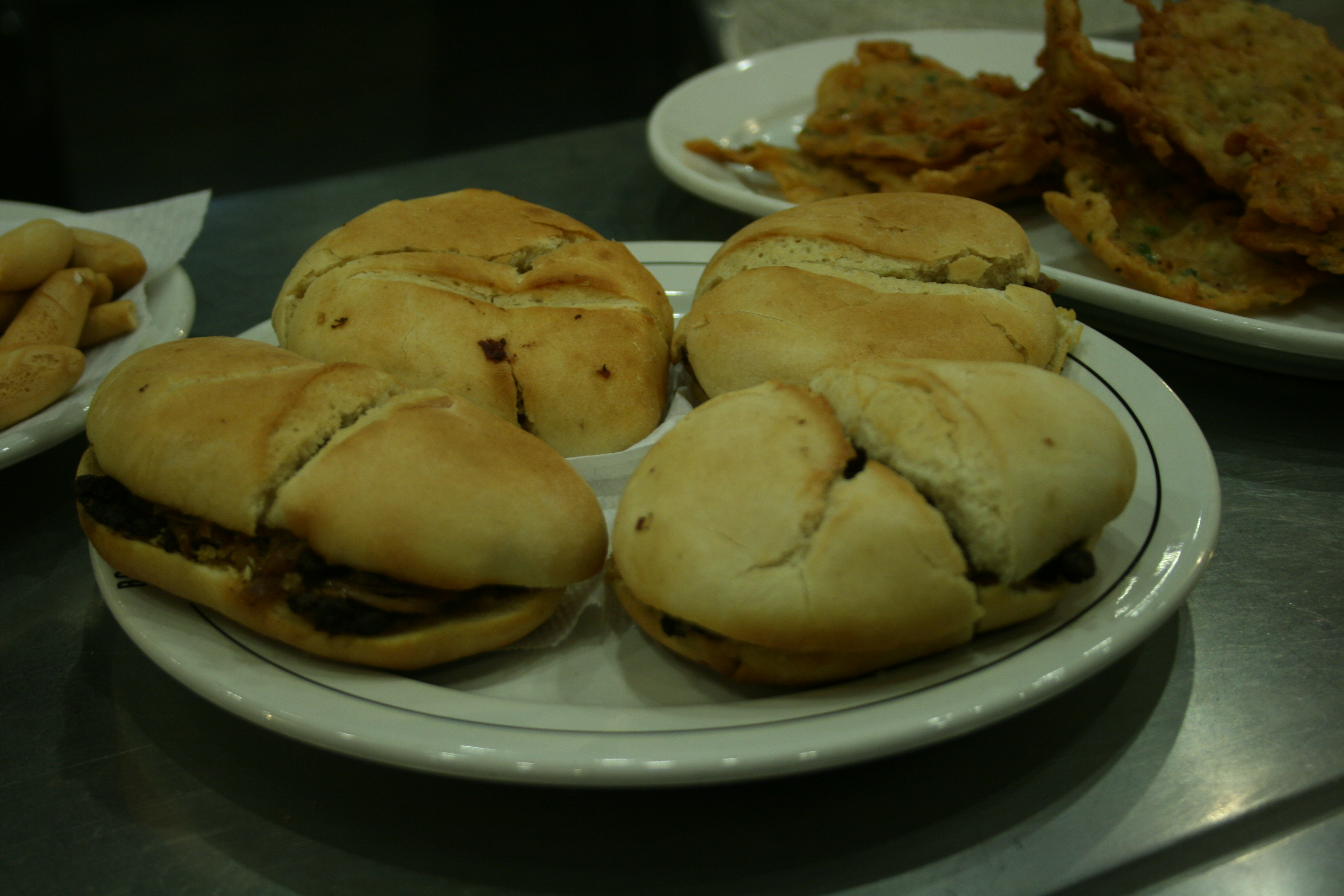
Montaditos de pringá.

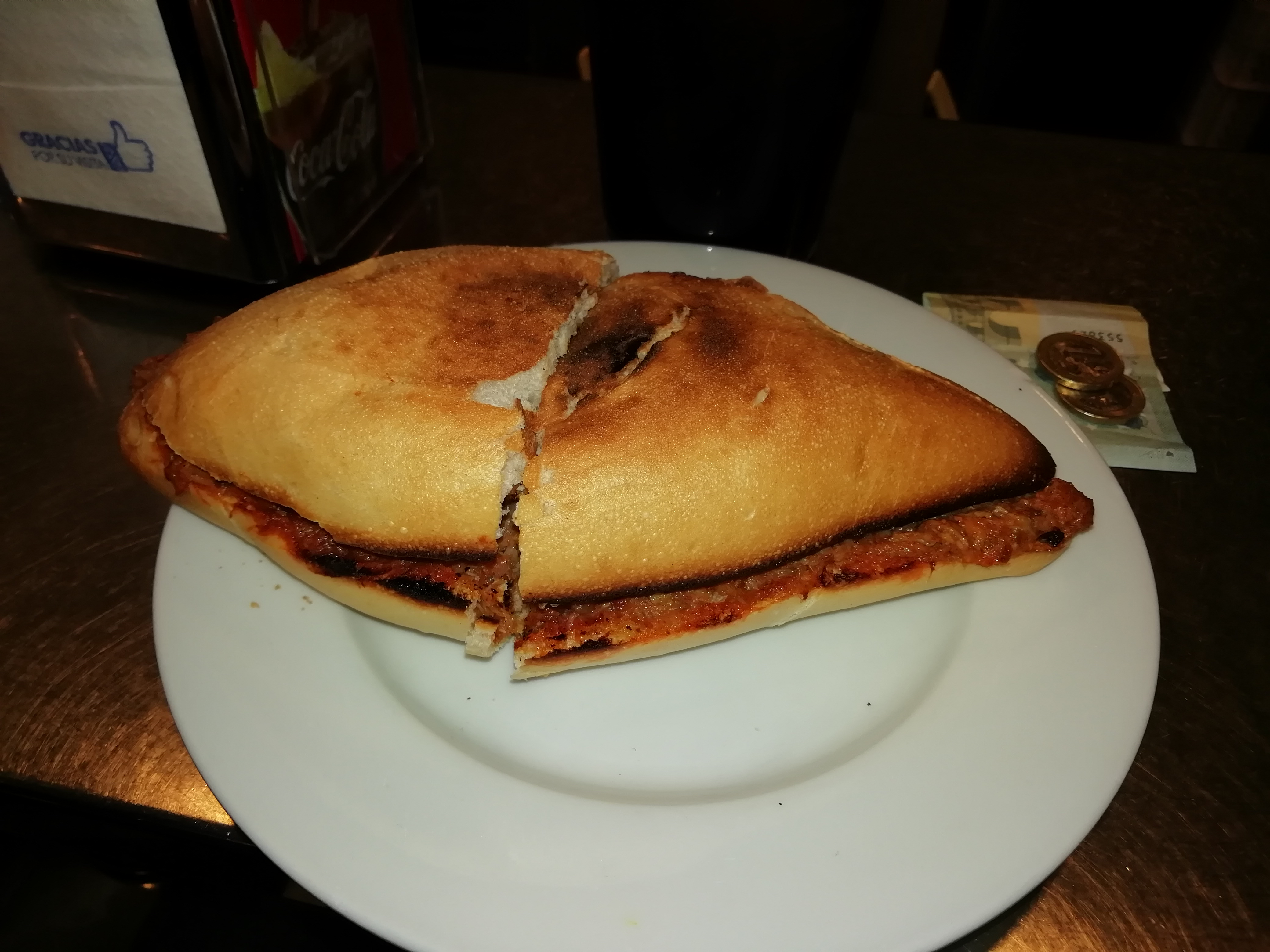
Montadito de Pringá en Alcalá de Guadaíra, Sevilla.

Se llama pringá (de «pringar», por la forma tradicional de comerla) a los ingredientes cárnicos del puchero o del cocido andaluz, es decir, a la carne —magro, falda, pollo, etcétera—, morcilla, chorizo y tocino, que, una vez cocinados junto al resto del guiso, se desmenuzan y pringan con trozos de pan para tomarlos como segundo plato, o bien se trituran para untarlos en pan. Son particularmente populares los montaditos de pringá, que se sirven como tapa. Se comercializa industrialmente a modo de paté. También se usa como ingrediente de otras recetas más elaboradas, particularmente croquetas. Es un plato típicamente andaluz.

## Historia
Según Emilia González Sevilla, la pringá procede de la olla podrida, plato que a su vez se originó de la antigua adafina sefardí, guiso que se preparaba en el siglo XV los viernes por la noche a fuego lento para consumir caliente al día siguiente respetando el sabbat (obviamente esta receta no incluía cerdo, sino cordero).